# Pop'n music (serie)
pop'n music (ポップンミュージック Poppun myūjikku?) es una serie de videojuegos de género musical, dirigido por la empresa Konami y desarrollado junto con BEMANI. Fue desarrollado como una versión más ligera de la saga completa de Beatmania. Fue creado por Yoshihiko Ota, creador también de otras series como Dance Dance Revolution. Durante su desarrollo participaron artistas compositores tales como BEMANI Sound Team "Sota Fujimori, 猫叉Master, あさき, DJ YOSHITAKA, Des-ROW, TOMOSUKE, Seiya Murai, Wac, PON", entre otros.
El lema conocido en la franquicia es el siguiente:

"We present this game to the people who love music and game. Peace."
Lema de la octava entrega de Pop'n music al final de los créditos del juego.

## Apariencia
pop'n music tiene como interfaz en sus juegos arcade, un mueble vertical con una pantalla y con parlantes en la parte superior junto con nueve botones en la base de la mesa, cuya alineación son cuatro botones en la parte superior y cinco botones en la parte inferior, el cual el jugador tiene como objetivo principal similar a Beatmania: Presionar las notas que aparecen en la pantalla con los botones correspondientes. Las notas en la pantalla representan sonidos de la canción a jugar, y se debe tocar las notas de manera sincronizada sobre la línea roja que está en la parte inferior de la pantalla para que pueda sonar al ritmo de la canción, mientras que las notas no presionadas a tiempo harán que el sonido de la canción no suene tal como debería ser (salvo en canciones que no tienen keysound). A la vez también se van ganando puntos por cada acierto bueno, el cual por cada juego son tres canciones y en algunos casos (como en últimas entregas) puede activar Extra Stage.
Aunque la interfaz de Pop'n Music utilice ilustraciones, personajes, motivos y temas del juego que sugieran un videojuego dirigido a niños, este juego, es bastante popular entre adolescentes, jóvenes e incluso adultos en Japón. Aun así, ha atraído algunos grupos pequeños en otros países, entre uno de ellos, Estados Unidos, pero debido a que son demasiado pocos, no ha podido ser demandado para poder ser distribuido el producto fuera de Japón, de Corea o del sureste asiático.
Debido al conflicto interno que terminó en BEMANI Sound Team, desde pop'n music peace, se omitió la lista de canciones y de personajes en el sitio web y el único modo de mostrarlos era dentro del juego.
Recientemente, la franquicia tiene hasta ahora 26 principales entregas (sin contar sus derivados) junto con sus lanzamientos de versiones para consola y sus respectivos Spin-off's tales como Pop'n music Animelo, Pop'n music Best Hits y Hello! Pop'n Music.

## Lista de Entregas
La siguiente lista muestra las entregas de la saga, incluyendo tanto versiones arcade como versiones para consola.

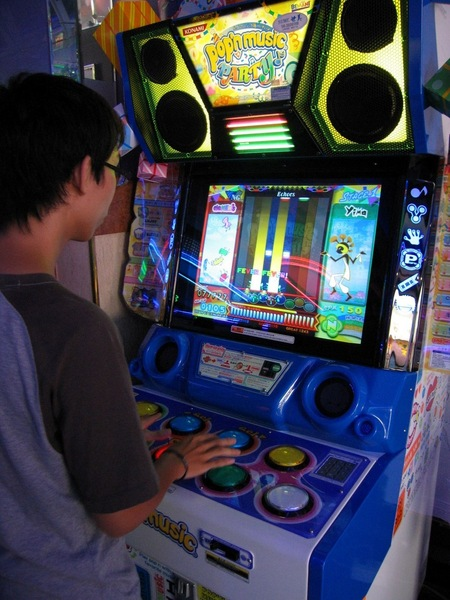
Foto de un joven jugando Pop'n Music en un centro de recreaciones.

### Arcade

#### Primera generación
- pop'n music (28 de septiembre de 1998)
- pop'n music 2 (19 de marzo de 1999)
- pop'n music 3 (17 de septiembre de 1999)
- pop'n music 4 (18 de marzo de 2000)
- pop'n music 5 (17 de noviembre de 2000)
- pop'n music 6 (28 de abril de 2001)

#### Segunda generación
- pop'n music 7 (22 de noviembre de 2001)
- pop'n music 8 (30 de mayo de 2002)
- pop'n music 9 (26 de diciembre de 2002)
- pop'n music 10 (6 de agosto de 2003)
- pop'n music 11 (24 de marzo de 2004)

#### Tercera generación
- pop'n music 12 Iroha (8 de diciembre de 2004)
- pop'n music 13 Carnival (7 de septiembre de 2005)
- pop'n music 14 FEVER! (17 de mayo de 2006)
- pop'n music 15 ADVENTURE (25 de abril de 2007)
- pop'n music 16 PARTY♪ (24 de marzo de 2008)
- pop'n music 17 THE MOVIE (4 de marzo de 2009)
- pop'n music 18 Sengoku Retsuden (20 de enero de 2010)
- pop'n music 19 TUNE STREET (9 de diciembre de 2010)
- pop'n music 20 fantasia (7 de julio de 2011)
- pop'n music Sunny Park (12 de mayo de 2012)

#### Cuarta generación
- pop'n music Lapistoria (25 de junio de 2014)
- pop'n music éclale (26 de noviembre de 2015)
- pop'n music Usagi to neko to shounen no yume (14 de diciembre de 2016)
- pop'n music peace (16 de octubre de 2018)
- pop'n music Kaimei riddles (8 de diciembre de 2020)
- pop'n music UniLab (13 de septiembre de 2022)
- pop'n music Jam&Fizz (25 de septiembre de 2024)
- pop'n music (2025) (2025)

### Versiones para consolas de videojuegos
- pop'n music GB (30 de marzo de 2000)
- pop'n music Best Hits! (27 de febrero de 2003)
- pop'n Taisen Puzzle Dama Online (4 de marzo de 2004)
- pop'n mobile (teléfonos, 4 de septiembre de 2008)
- pop'n music Wii (6 de agosto de 2009)
- pop'n mobile 2 (teléfonos, 29 de noviembre de 2009)
- pop'n music portable (PSP, 4 de febrero de 2010)
- Utacchi (DS, 25 de febrero de 2010)
- pop'n music portable 2 (PSP, 23 de noviembre de 2011)
- pop'n rhythmin (iOS, 20 de septiembre de 2013)

### Versiones para PC
- pop'n music打!! (28 de septiembre de 2000)
- pop'n music Be-Mouse (22 de mayo de 2008)
- pop'n music Lively (5 de noviembre de 2020)

## Modo de juego

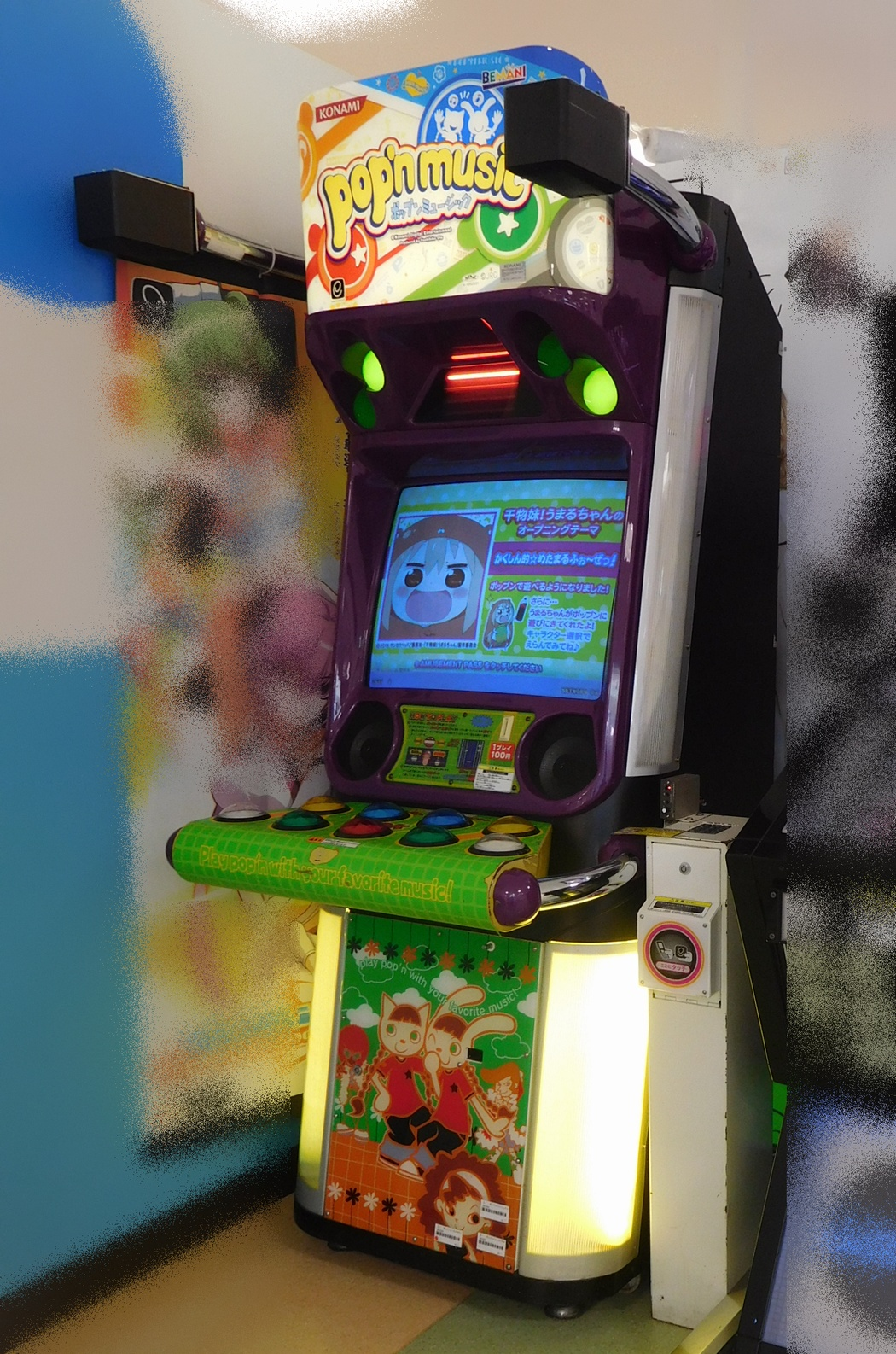
pop'n Music Eclale instalado en la primera generación de gabinetes pop'n music.

A diferencia de otras series de Bemani por parte de Konami, la interfaz de Pop'n Music no representa ninguna clase de instrumento musical. En lugar de eso, utiliza nueve botones de tres pulgadas y media de diámetro distribuidos en dos filas: Cinco en la parte inferior, y cuatro en la parte superior. Al igual que en la mayoría de videojuegos de Bemani, las notas están codificadas por colores y están caracterizadas por ser notas con ojos, que en el juego reciben el nombre de Pop-kun (ポップ君 Poppu-kun?). Las notas caen desde la parte de arriba de la pantalla en nueve columnas que llevan a cada botón correspondiente. cuando una nota alcanza la línea roja que se encuentra en la parte inferior de la pantalla, el jugador debe presionar el botón correcto, el cual emite un sonido dentro de la canción.
Solo se puede obtener hasta 100 000 puntos en cada canción, y a diferencia de beatmania y IIDX, no hay bonificaciones ni pueden sobrepasar el puntaje, y no todas las canciones cuentan con keysound. El número de combo siempre omite la primera nota, es decir, si una canción contiene 322 notas, el combo solo marca 321. Cada canción tiene su propio personaje (salvo en canciones que tienen jackets o carátulas, en donde el personaje es aleatorio o está oculto). Los jugadores pueden seleccionar personajes (Por defecto: Mimi y Nyami) y deben ganar al personaje de la canción.
Cuando una nota es tocada, un grado de exactitud es mostrada que contribuye también al puntaje según su precisión, las cuales son:
- Bad: Cuando una nota no es presionada, o no es presionada a tiempo. No se obtiene ningún punto por eso y además rebaja la barra Groove y rompe el combo en el juego.
- Good: Cuando una nota apenas toca la línea roja. Sólo se obtiene un poco porcentaje de puntos. Este juicio rompía el combo hasta pop'n music 6.
- Great: Sucede cuando la nota es tocada en la línea, resultando ser casi el 100% del puntaje de lo que quizás podrían ser tocados con exactitud.
- Cool!: Su primera aparición fue en Pop'n music 6. Es una nota que registra más precisión que un Great. En un principio fue introducido el los Courses de la opción Challenge mode, pero poco después salieron en su propio modo en Pop'n music Carnival bajo el nombre de  超CHALLENGEモード (Chō CHALLENGE mōdo?). Los Cools también pueden ser utilizados en el Free mode en Pop'n Music FEVER! (sólo para PlayStation 2) y en todos los modos desde pop'n music portable (en consola) y 20 (en arcade).
- Border: No se considera exactamente un puntaje, sino que sólo aparece cuando el Groove Gauge contiene exactamente una barra roja al terminar la canción.
- FEVER!: No se considera exactamente un puntaje, sino que sólo aparece cuando el Groove Gauge está llena a tope y altera la coloración de los Cools (anteriormente Greats en las primeras entregas).

El Groove Gauge es la barra de energía (al igual que otros juegos de ritmo y musicales) que muestra el nivel de rendimiento del jugador. Tocar continuamente las notas de la canción de manera correcta hará que el medidor del  Groove Gauge se eleve. El objetivo del jugador es terminar la canción con la barra de energía en la zona aceptable del juego, una porción que representa más o menos un cuarto de la barra el cual está marcado con otro color más claro que el otro.
Las opciones que pueden cambiar la jugabilidad son:
- Speed: altera la velocidad de las notas. Por defecto es 1x. En ciertas entregas llegan a 6x a escala de 0.5x y en recientes entregas puede llegar hasta 10x a escala de 0.1x.
- Noteskin: puede cambiar el diseño de las notas. Puede optar por Pop-kun (por defecto), personaje o las barras de IIDX.
- Appareance: Afecta la visión de las notas.
- Turn: puede alterar el patrón de las notas con mirror (invierte las notas) o random (crea un patrón aleatorio).

### Set del juego

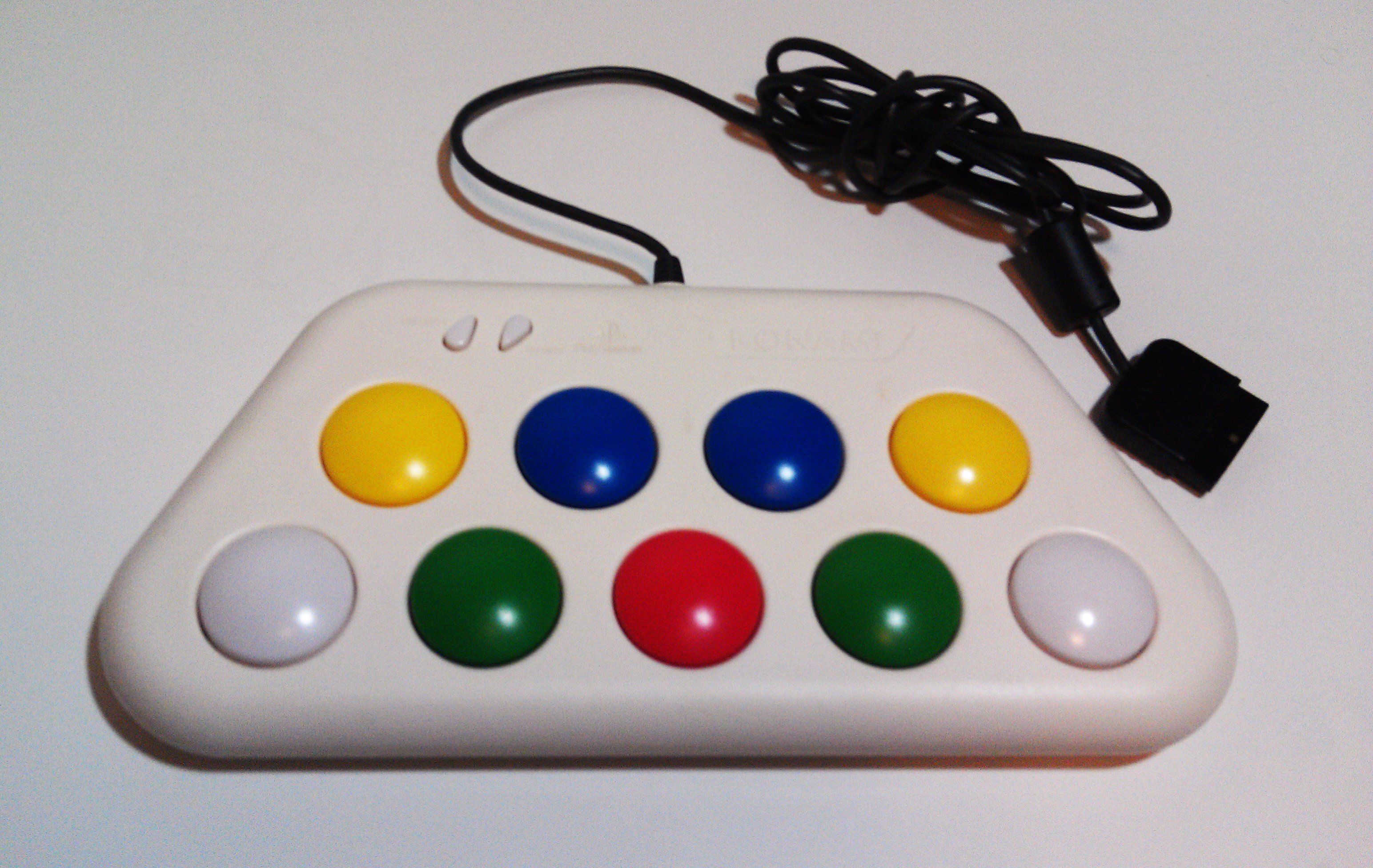
Un pad de pop'n music oficial.

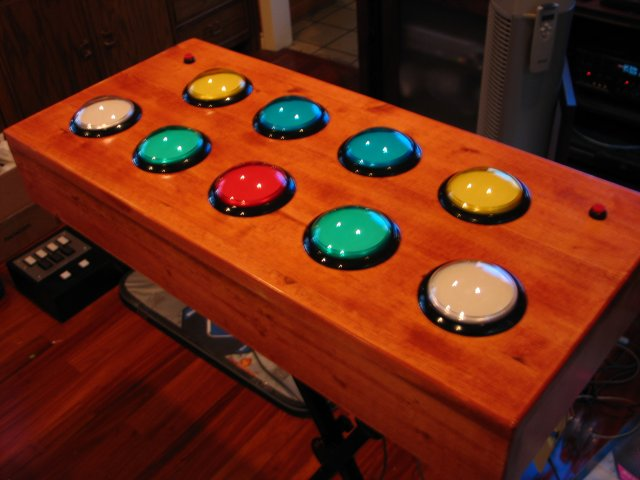
Un pad de pop'n music hecho a base de madera para simular al estilo arcade.

El jugador debe elegir el modo correspondiente que quiera jugar. Un ejemplo en general según las últimas versiones serían:
Enjoy Mode
Es la versión normal del juego. Sólo se pueden jugar tres canciones por cada set más un EXTRA STAGE si está disponible. En el modo Enjoy está disponible únicamente el modo de 5, 7 y 9 botones, el cual, los 5 botones vienen a ser especializadamente para principiantes. Sin embargo, en algunas entregas, se puede cambiar de 5 a 9 botones (en gabinetes arcade) presionando los botones amarillos izquierdo y derecho rápidamente. En cuanto al modo Normal (el de los 9 botones), se pueden cambiar de la misma manera, pero éstos dan origen a niveles más difíciles con la misma cantidad de botones: Easy ⇔ Normal ⇔ Hyper ⇔ EX. Se debe acertar la mayoría de las notas en la pantalla para conseguir un mayor puntaje, y a la vez, mantener la barra de Groove Gauge a un nivel aceptable en el juego para poder ganar. Enjoy mode fue renombrado a Easy en pop'n music 20 y eliminado en Sunny Park, con la aparición de la dificultad Easy en modo normal.
Battle (modo batalla)
Es el modo versus en el juego en la cual participan dos jugadores, uno contra uno. El modo del juego es similar al del modo normal, pero con la diferencia que cada oponente debe tener un puntaje mayor al otro y cada jugador utiliza 3 o 4 botones en lugar de los convencionales de 9 botones.
Expert course
Consta de selección de cursos. Son un conjunto de cuatro canciones por cada curso; canciones escogidas según su género, nivel de dificultad, estilo, entre otros temas, el cual, al seleccionar un curso, se deben superar las canciones disponibles en ella. El Groove Gauge se convierte en una barra de vida que por cada mal acierto, el medidor irá disminuyendo, ya que el jugador debe evitar eso, porque si el medidor llega a cero, fallará el curso. Expert Course desaparece en pop'n music 18, pero revive en Lapistoria.
Osusume
Solo en Pop'n Music 9 y 10, este modo se diferencia del Expert mode por contener una serie de preguntas. Las canciones solo son escogidas dependiendo de las preguntas. Fue reintroducido en Pop'n Music 20 como categoría y todas las canciones que fueron jugadas reiteradamente aparecen en dicha categoría.
Challenge mode y Cho-Challenge mode
Los jugadores no sólo son calificados en sus canciones individuales, sino que también tienen un Challenge Score como objetivo principal. Cada canción tiene un punto valorado en una escala del 1 al 50 (en escala Sunny Park), y al final del set, se suma el total de puntos conseguidos. Además, si ocurre EXTRA STAGE, el Groove Gauge es remplazado por la barra de vida llamada Hard Gauge, por lo cual si se vacía la barra falla inmediatamente la canción. Cho-Challenge mode se diferencia de Challenge mode por tener el juicio Cool. Challenge mode fue renombrado a Normal en pop'n music 20.
Adicionalmente en estos 2 modos, las opciones se llaman "Norma" u "Ojama", los cuales deben ser utilizados para agregar más puntos para el puntaje del jugador. Un Norma es una regla de objetivo para conseguir cierto puntaje y ciertos fallos, mientras que los Ojamas, son animaciones y/o efectos que aparecen periódicamente en cada canción cuyo objetivo es distraer o confundir al jugador. Solo puede tener hasta 2 Normas u Ojamas activados por canción. Challenge mode y Cho-Challenge mode fue fusionada en un solo modo en pop'n music 20.
Net Taisen Mode
Su primera aparición fue en Pop'n music Iroha. Este modo permite competir con otros jugadores en tiempo real con otros arcades conectados por medio de conexión E-Amuse. Desde pop'n music 17, si ningún jugador se conecta (hasta 4 arcades en simultáneo), el jugador se enfrenta a 3 personajes controlados por CPU, de forma similar al Taisen mode de las versiones caseras.

## Niveles de Dificultad

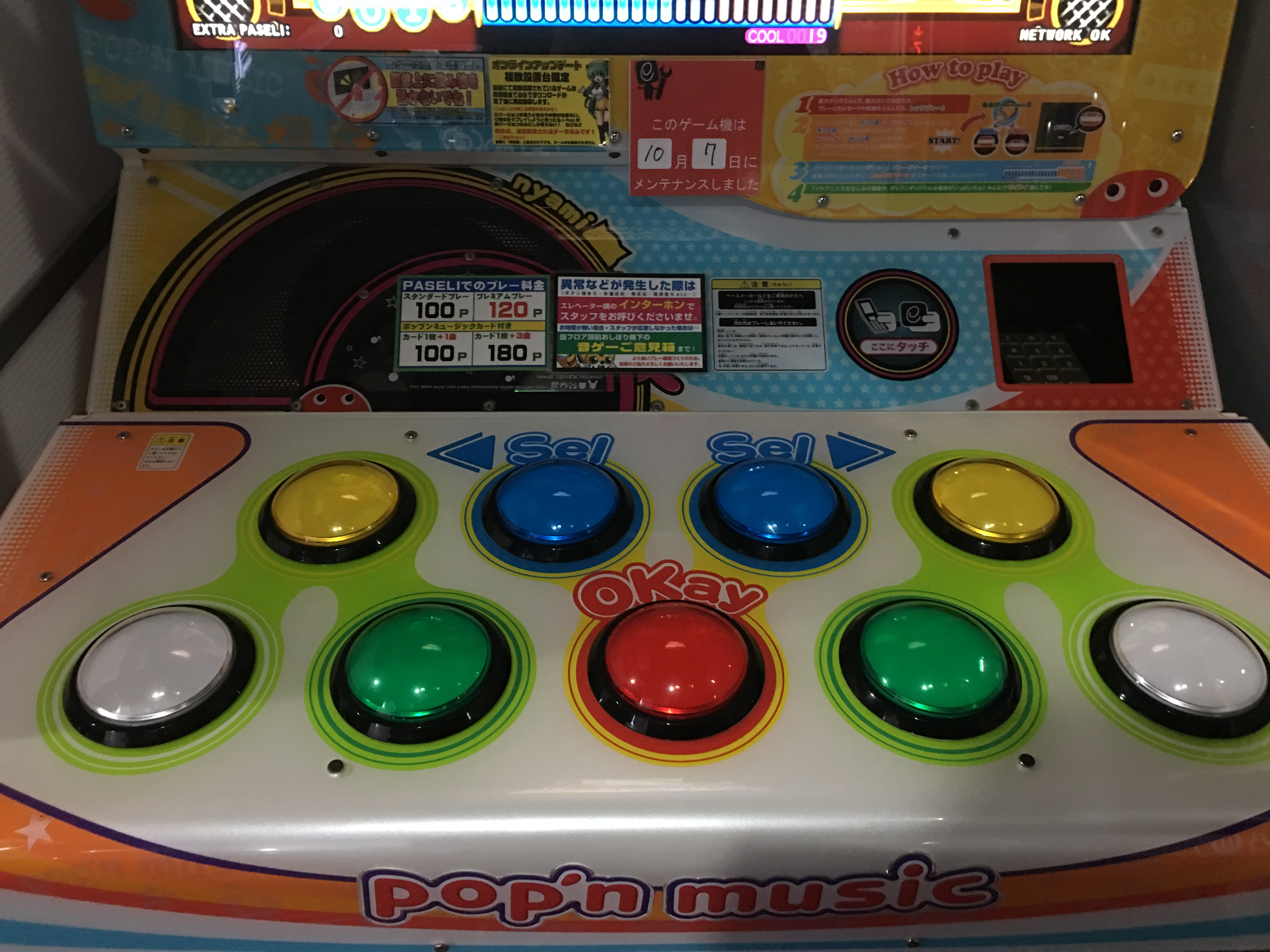
Imagen en donde se aprecian los controles principales de una máquina de Pop'n Music. Arriba se encuentra un lector e-Amusement, el teclado numérico y un parlante que cambia de color.

Los niveles son los siguientes, considerando los modos 5, 7 y 9 botones y modo batalla:
- Easy: Es el rango más básico en la saga de Pop'n Music. Ideal para principiantes. Se caracteriza por tener niveles de tres a nueve botones. Todas las canciones varían según los niveles de dificultad.

- Normal: es el rango experto en el que se utilizan todos los botones del panel. Algunas canciones que eran más fáciles en el modo Easy son muy difíciles en este nivel. La combinación múltiple de varios botones a la vez es muy común.

- Hyper: Es el rango más alto que la dificultad normal, está resaltado de color amarillo en la mayoría de sus apariciones. Las canciones en este rango pueden superar los 30 niveles de dificultad, ya que se componen entre un 50% y un 70% de los sonidos y melodías de una canción.

- EX: Abreviado de la palabra Extra, es el cuarto y el más alto rango de dificultad en el juego, está resaltado de color rojo en todas sus apariciones. Las canciones en esta categoría tienden ser mucho más difícil de que son sus contrapartes del rango Hyper, variando sus niveles del 23 al 50 (en escala Sunny Park). Aquí las notas componen más del 80% de las melodías y sonidos de una canción, siendo en resumen, ya casi toda la composición de la misma. No todas las canciones están disponibles en este rango, algunas tienen un rango de 1025 a 1536 notas y el Groove Gauge se convierte en barra sigilosamente spicy mientras que canciones con 1537 o más notas tienen barra spicy y ambas barras son difíciles de llenar, pero la barra sigilosamente spicy no tanto.

### Tabla comparativa
Esta tabla muestra la disponibilidad de dificultades de cada uno de los modos:
| Dificultades | N.º de botones                                            | N.º de botones            | N.º de botones   | N.º de botones                         |
| Dificultades | 5                                                         | 7                         | 9                | Batalla                                |
| ------------ | --------------------------------------------------------- | ------------------------- | ---------------- | -------------------------------------- |
| Easy         | No                                                        | No                        | Desde Sunny Park | No                                     |
| Normal       | Solo entregas de consolas · y primeras 20 entregas arcade | Solo entregas de consolas | Sí               | No compatible con Portable 2 ni Lively |
| Hyper        | Solo PSP                                                  | Solo PSP                  | Sí               | No compatible con Portable 2 ni Lively |
| EX           | No                                                        | No                        | Sí               | No                                     |

## Popularidad
Al igual que otras series de Bemani (DDR, Drumania, Beatmania, GITADORA, Jubeat, entre otros), pop'n music ha sufrido un serio problema de exportación en otras partes del mundo. El único juego que fue lanzado fuera de Japón fue Beat'n Groovy, un juego lanzado por la compañía Xbox Live Arcade, en un intento por hacer que la sociedad occidental conociera al menos algo sobre la saga, la cual muchos jugadores consideraron de ser completamente terrible: Pésimas gráficas, imposible de ejecutar las notas (las cuales involucraban la cruceta del mando del xbox), que sólo eran cinco botones en lugar de nueve, no tenía nada que ver con la saga de pop'n music, y sólo contaba con nueve canciones, entre otros defectos y glitches, de modo que cayó rápidamente en el olvido. En cambio, en Wii no tuvo la misma suerte con el lanzamiento de pop'n music para dicha consola el 2009. Esta versión, a pesar de que se usa 5 teclas en vez de 9, en un intento por hacer que la sociedad occidental conociera al menos algo sobre la saga, sí tenía un pack decente: 40 canciones iniciales (50 disponibles, 70 en total), pero estas canciones cambian según región. Sin embargo, a pesar de que fue bien recibido en todas las regiones, no tuvo el éxito que esperaba.